# الدوري الطاجيكي
الدوري الطاجيكي (بالإنجليزية: Tajik League)‏ هو دوري الدرجة الأعلى لكرة القدم في طاجيكستان وينظمه اتحاد طاجيكستان لكرة القدم. تم إنشاؤه في عام 1992. يتأهل الفائز بالبطولة لخوض بطولة كأس رئيس الاتحاد الآسيوي. حامل لقب الموسم الفائت هو استقلال دوشنبه أما أكثر فريق نجاحاً هو رغار تاداز تورسون زاده برصيد 7 ألقاب. غالباً ما تجري مباريات الدوري بين أبريل وديسمبر.